# AEK 라르나카 FC
AEK 라르나카 FC(그리스어: Αθλητική Έvωση Κίτιον Λάρνακας)는 키프로스에 있는 라르나카를 연고로 하는 축구 클럽이다. 이 팀은 1994년에 창단되었으며, 현재 키프로스 1부 리그에 참가하고 있다.

## 역대 성적

### 국내
- 키프로스 선수권대회

준우승 (3): 2014–15, 2015–16, 2016–17
- 키프로스 컵:

우승 (2): 2003–04, 2017–18
준우승 (2): 1995–96, 2005–06
- 키프로스 슈퍼컵:

준우승 (2): 1995-96, 2003-04

## 선수 명단

### 현역
참고: FIFA 자격 규정에 따라 소속된 국가대표팀 국기를 표시합니다. 선수는 복수의 FIFA 비회원국 국적을 가지고 있을 수 있습니다.
| 번호 | 포지션 | 국적                  | 이름                   |
| ---- | ------ | --------------------- | ---------------------- |
| 7    | MF     | 포르투갈              | 루이스 구스타부 레디스 |
| 9    | FW     |                       | 프란 솔                |
| 14   | DF     |                       | 앙헬 가르시아          |
| 15   | DF     | 보스니아 헤르체고비나 | 흐르보예 밀리체비치    |
| 18   | FW     | 베네수엘라            | 예르손 차콘            |
| 24   | DF     |                       | 대니 헨리케스          |

| 번호 | 포지션 | 국적 | 이름 |
| ---- | ------ | ---- | ---- |

## 역대 감독
| 감독                | 임기        |
| ------------------- | ----------- |
| 토마스 크리스티안센 | 2014 ~ 2016 |
| 안도니 이라올라     | 2018 ~ 2019 |